# La Crosse Bobcats
I La Crosse Bobcats (in inglese le linci rosse di La Crosse) erano una società di pallacanestro nordamericana, che ha militato nella CBA dal 1983 al 2001.

## Storia
Tra le franchigie della CBA è una di quelle che ha viaggiato di più attraverso gli Stati Uniti e il Canada. Fondati nel 1983 con il nome di Toronto Tornados, l'anno successivo si trasferiscono a Pensacola, Florida, come Pensacola Tornados. Nel 1986 sono a Jacksonville come Jacksonville Jets, e nel corso della stessa stagione (ufficialmente dal 3 marzo 1987) si trasferiscono a Biloxi, Mississippi come Mississippi Jets.
Dopo due anni nel Mississippi disputano 5 stagioni a Wichita Falls, Texas, dal 1989 al 1995, come Wichita Falls Texans. Il periodo in Texas è tra i migliori nella storia del club, che nel 1991 vince il suo primo ed unico titolo.
Nel 1994 si trasferiscono per due stagioni a Chicago, come Chicago Rockers, e infine a La Crosse (Wisconsin), dove prendono il posto di un'altra franchigia da poco trasferita, i La Crosse Catbirds, che avevano giocato nella CBA dal 1985 al 1994.
Nel 2001, anno del fallimento della CBA, i La Crosse Bobcats terminano l'attività. Tra i giocatori che vi hanno militato si ricordano Charles Smith e Chucky Atkins.

## Stagioni
| Stagione | Lega | Denominazione                 | V  | P  | %    | Piazz. | Play-off                 |
| -------- | ---- | ----------------------------- | -- | -- | ---- | ------ | ------------------------ |
| 1983-84  | CBA  | Toronto Tornados              | 16 | 28 | 36,4 | 6º     | -                        |
| 1984-85  | CBA  | Toronto Tornados              | 28 | 22 | 54,2 | 4º     | Semifinale di division   |
| 1985-86  | CBA  | Toronto/Pensacola Tornados    | 15 | 33 | 31,2 | 7º     | -                        |
| 1986-87  | CBA  | Jacksonville/Mississippi Jets | 26 | 22 | 54,2 | 3º     | Semifinale di division   |
| 1987-88  | CBA  | Mississippi Jets              | 25 | 29 | 46,3 | 3º     | Semifinale di division   |
| 1988-89  | CBA  | Wichita Falls Texans          | 23 | 31 | 42,6 | 4º     | Finale di division       |
| 1989-90  | CBA  | Wichita Falls Texans          | 16 | 40 | 28,6 | 4º     | -                        |
| 1990-91  | CBA  | Wichita Falls Texans          | 32 | 24 | 57,1 | 2º     | Campioni                 |
| 1991-92  | CBA  | Wichita Falls Texans          | 28 | 28 | 50,0 | 2º     | Secondo turno            |
| 1992-93  | CBA  | Wichita Falls Texans          | 34 | 22 | 60,7 | 1º     | Primo turno              |
| 1993-94  | CBA  | Wichita Falls Texans          | 26 | 30 | 46,4 | 2º     | Primo turno              |
| 1994-95  | CBA  | Chicago Rockers               | 28 | 28 | 50,0 | 3º     | Finale di conference     |
| 1995-96  | CBA  | Chicago Rockers               | 26 | 30 | 46,4 | 3º     | -                        |
| 1996-97  | CBA  | La Crosse Bobcats             | 19 | 37 | 33,9 | 5º     | -                        |
| 1997-98  | CBA  | La Crosse Bobcats             | 25 | 31 | 44,6 | 5º     | Semifinale di conference |
| 1998-99  | CBA  | La Crosse Bobcats             | 21 | 35 | 37,5 | 5º     | -                        |
| 1999-00  | CBA  | La Crosse Bobcats             | 21 | 35 | 37,5 | 4º     | Finale CBA               |
| 2000-01  | CBA  | La Crosse Bobcats             | 9  | 14 | 39,1 | 4º     | non disputati            |

## Palmarès
- Continental Basketball Association: 1

1991